# Dracophyllum vulcanicum
Dracophyllum vulcanicum är en ljungväxtart som beskrevs av Walter Reginald Brook Oliver. Dracophyllum vulcanicum ingår i släktet Dracophyllum och familjen ljungväxter. Inga underarter finns listade i Catalogue of Life.